# Алтъяврйок
Алтъяврйок — река в России, протекает по Мурманской области. Устье реки находится в 76 км по правому берегу реки Териберка. Длина реки составляет 28 км, площадь водосборного бассейна 142 км². Высота устья — 175,5 м над уровнем моря.

## Данные водного реестра
По данным государственного водного реестра России относится к Баренцево-Беломорскому бассейновому округу, водохозяйственный участок реки — реки бассейна Баренцева моря от восточной границы реки Печенга до западной границы бассейна реки Воронья, без рек Тулома и Кола. Речной бассейн реки — бассейны рек Кольского полуострова, впадает в Баренцево море.
Код объекта в государственном водном реестре — 02010000612101000003234.